# یواس‌اس بالاو (اس‌اس-۲۸۵)
یواس‌اس بالاو (اس‌اس-۲۸۵) (به انگلیسی: USS Balao (SS-285)) یک زیردریایی بود که طول آن ۳۱۱ فوت ۹ اینچ (۹۵٫۰۲ متر) بود. این زیردریایی در سال ۱۹۴۲ ساخته شد.